# Сульпіцій Север
Сульпіцій Север (лат. Sulpicius Severus; 363 — 410 чи 429) — святий (день його пам'яті — 29 січня), письменник (агіограф і хроніст).

## Біографія
Походив з Аквітанії. Навчався в Бурдігалі (сучасне Бордо). Спочатку був адвокатом. По смерті дружини,
- у 392 р., кинув заняття адвоката, і під впливом єпископа Мартіна Турського і Павлина з Ноли (Італія), обрав життя пустельника і пішов у монастир поблизу Безьє (Франція).
- У 409 р. перейшов до Марселя. Проголосивши себе «пелагіанін», він скоро розкаявся в цьому і засудив себе на вічне мовчання.

## Праці
Склав докладне житіє Мартіна Турського (до 397 р.). Мартіну присвячені також «Послання», а особливо — «Діалоги» (близько 404 р.).
Спираючись на твори Євсевія Кесарійського та Ієроніма, написав «Історію» («Historia»), або «Священну хроніку» («Chronica sacra»), у 2-х книгах, які починають розповідь зі створення світу, доводять його до консульства Стіліхона, тобто до 410 р.. «Хроніка» служить важливим джерелом з історії аріанства в Галлії. У Середньовіччі «Хроніка» служила посібником для вивчення історії.
Написав також два діалоги, які належать до числа самих древніх джерел відомостей про чернече життя на Заході. Вони користувалися великою повагою в середні століття і мали значний вплив на агіографію цього періоду.
Сульпіцій писав правильною хорошою латиною. За елегантність стилю його порівнювали з Саллюстієм.

## Переклади
Російською мовою:
- Священная и церковная история христианского историка Сульпиция Севера. М., 1915. 138 стр. (рос.)
- Сульпиций Север. Сочинения. / Пер. А. И. Донченко. (Серия «Классики античности и средневековья»). М.: Росспэн. 1999. 320 стр. 2000 экз. (Включает «Хронику» и «Житие Мартина Турского») (рос.)